# Schließanlage

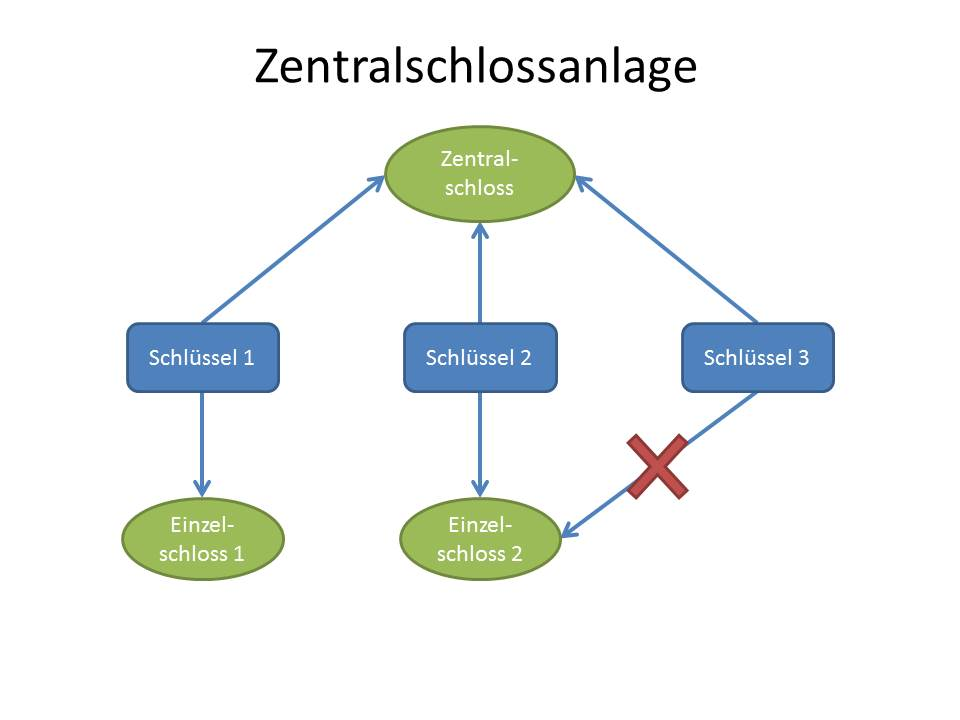
Schema für eine Zentralschlossanlage.

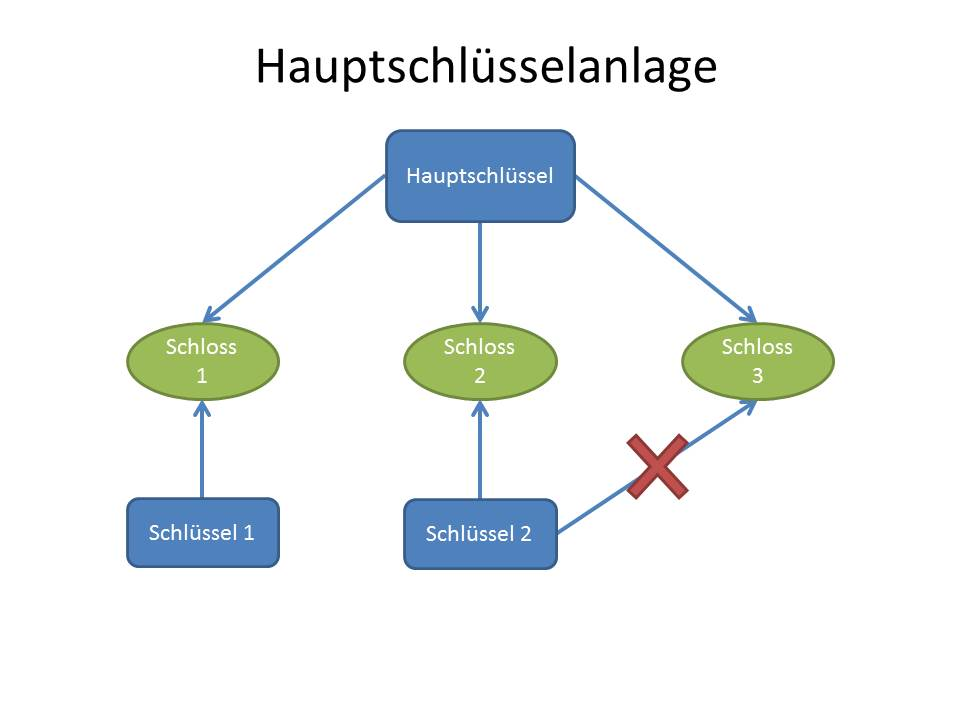
Schema für eine Hauptschlüsselanlage.

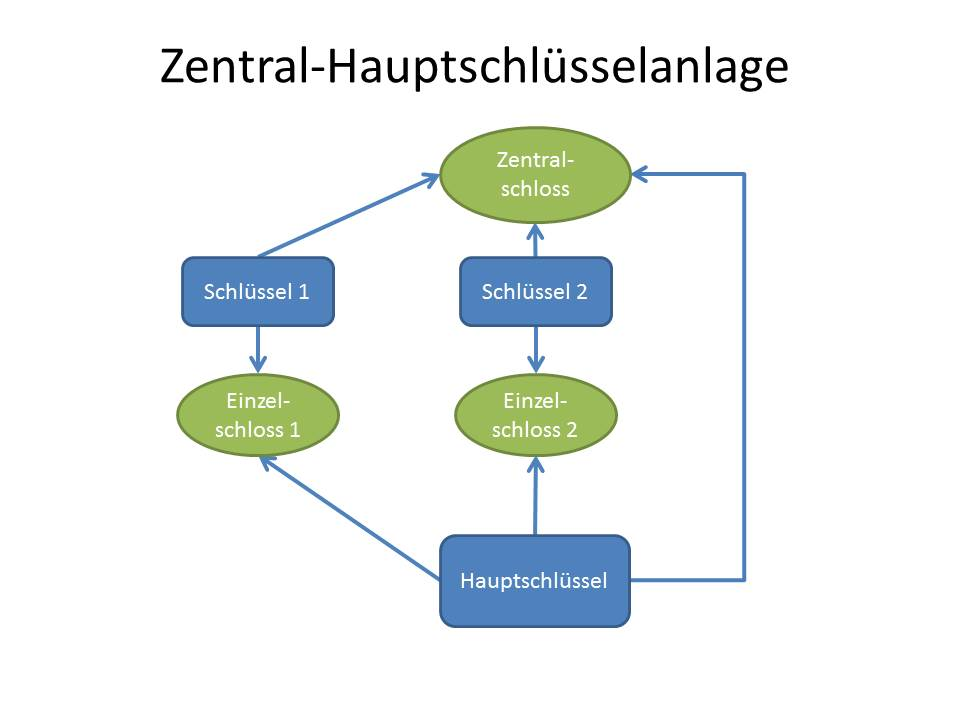
Schema für eine Zentral-Hauptschlüsselanlage.

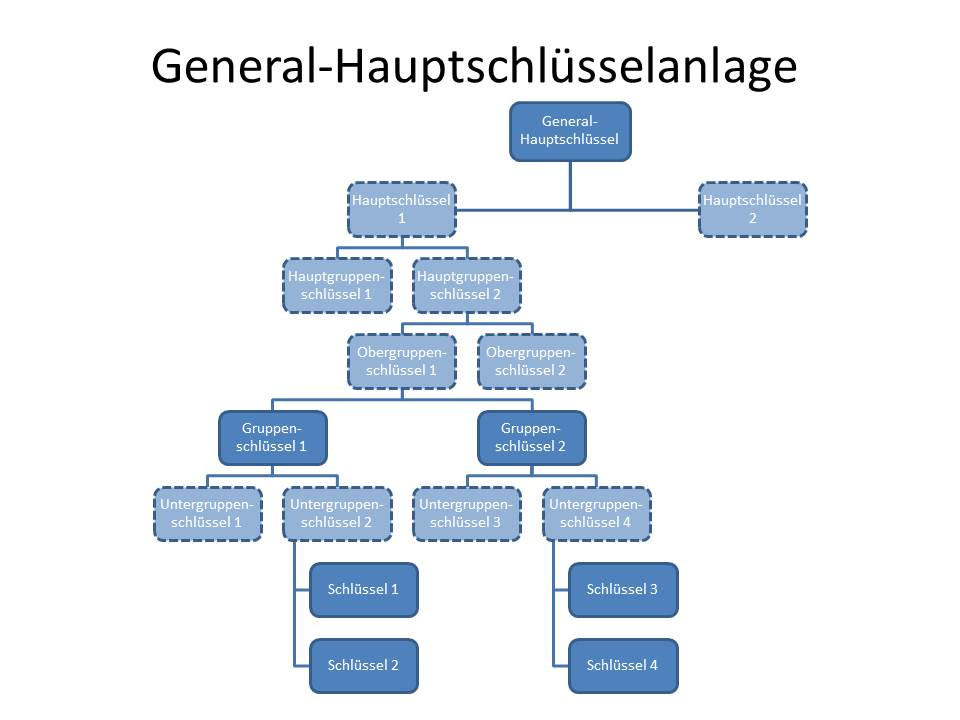
Schema für eine General-Hauptschlüsselanlage.

Eine Schließanlage ist ein aus mehreren Schließzylindern bestehendes Schließsystem. Schlüssel und Schließzylinder stehen in funktionalem Bezug zueinander, der in einem Schließplan festgehalten wird. 

## Gleichschließung
Gleichschließend oder gleichsperrend heißt, dass identische Zylinder verwendet werden. Ein Schlüssel, der auf ein Schloss passt, kann also auch alle anderen Zylinder schließen. In einem PKW etwa können meist alle Türen, Zündschloss, Tankdeckel und Kofferraum mit nur einem einzigen Schlüssel auf- und zugeschlossen werden. Es ist oft auch möglich, verschiedenartige Schlösser wie Vorhängeschlösser, Türschlösser und Schrankschlösser gleichschließend anzufertigen. (In verschiedenen Objekten bzw. Nutzungseinheiten verwendete gleichschließende Schlösser werden auch als Einheitsschloss bezeichnet.) 
Ist ein Objekt ausschließlich mit gleichschließenden Schlössern ausgestattet, kann dies als gleichschließende Anlage bezeichnet werden, die aber nicht zu den Schließanlagen im engeren Sinne gezählt würde.

## Grundtypen
Schließanlagen werden in folgende Grundtypen unterschieden, die sich in der technischen Ausführung und Komplexität unterscheiden.
Reine Zentralschließanlagen werden z. B. in Mehrfamilienhäusern verwendet, in denen jeder Mieter seine eigene Wohnung sowie auch die Wohnungstüre und weitere gemeinsam genutzte Einrichtungen aufschließen kann. Hier wird kein Hauptschlüssel benötigt, da keine weiteren Personen Zugang zu den privaten Räumen der Mieter erhalten sollen.
Eine Hauptschlüsselanlage wurde früher beispielsweise in kleineren Hotels eingesetzt, wo eine Rezeption die Gäste einlässt, so dass die Schlüssel der Gäste ausschließlich deren eigenes Zimmer aufschließen. Die Beschäftigten des Hotels besitzen Hauptschlüssel, die Zugang zu allen Räumen gewähren.

General-Hauptschlüsselanlage (GHS-Anlage) für ein Unternehmen mit 3 Abteilungen

In Betrieben etwa, in denen alle Beschäftigten das Eingangstor und ihre eigenen Arbeitsräume aufschließen können, und nur ein begrenzter Personenkreis einen Hauptschlüssel besitzt, werden beide Systeme miteinander zur Zentral-Hauptschlüsselanlage kombiniert. General-Hauptschlüsselanlagen erlauben noch weitere Differenzierungen.
Bei modernen elektronischen Zugangssystemen entfallen diese Unterscheidungen, da sich die Zugangsmöglichkeiten auf vielfältige Weise programmieren und auch wieder ändern lassen.
Zentralschließanlagen
Zentralschließanlagen (kurz Z-Anlagen) bestehen aus einem oder mehreren Zentralzylindern und nachgeordneten Einzelzylindern. Die Zentralzylinder können von allen Einzelschlüsseln der Anlage geschlossen werden; die Einzelzylinder nur vom zugehörigen Einzelschlüssel. Ob ein Schlüssel nur einen einzelnen oder mehrere Zylinder schließen kann, hängt von seinen Einschnittwerten ab. Typische Zentralschließanlagen finden sich in Mietshäusern. Dort sind der Haupteingang und beispielsweise der Kellerzugang als Zentralzylinder ausgelegt. Alle Wohnungsschlüssel der Anlage können diese Zylinder betätigen. 
Hauptschlüsselanlagen
Hauptschlüsselanlagen (kurz HS-Anlagen) sind hierarchisch aufgebaute Systeme. Es gibt einen oder mehrere übergeordnete Schlüssel, die Haupt- oder Generalschlüssel, die alle Zylinder der Anlage schließen. Die Einzelschlüssel hingegen können nur die ihnen zugeordneten Schließzylinder schließen. Hauptschlüsselanlagen werden beispielsweise in Schulen eingesetzt. Die Schlüssel der Klassenräume hängen im Lehrerzimmer und müssen nicht den Haupteingang aufschließen können. Die Lehrer besitzen gesonderte Schlüssel für Lehrerzimmer und Haupteingang. Schulleitung, Hausmeister und Reinigungspersonal besitzen Hauptschlüssel, die bei allen Türen der Anlage passen.
Zentral-Hauptschlüsselanlagen
Zentral-Hauptschlüsselanlagen (kurz Z/HS-Anlagen), auch kombinierte Hauptschlüssel-Zentralschloßanlagen (KHZ), sind Schließanlagen, die die Eigenschaften von Zentralschlossanlagen und Hauptschlüsselanlagen vereinen. Alle Einzelschlüssel schließen ein Zentralschloss, es gibt aber auch einen Hauptschlüssel, der alle Schließzylinder schließt. In einem Hotel ohne ständig besetzte Rezeption etwa schließen die Gästeschlüssel das jeweilige Zimmer und die Haustüre. Der Zimmerservice hat einen Hauptschlüssel, der alle Schließzylinder schließt.
General-Hauptschlüsselanlagen
General-Hauptschlüsselanlagen (kurz GHS-Anlagen) sind erweiterte Hauptschlüsselanlagen mit zusätzlichen Hierarchiestufen. Es gibt Einzelschließungen, die in Gruppen zusammengefasst werden. Diesen Gruppen werden Schlüssel zugewiesen. Ein Gruppenschlüssel schließt die zur Gruppe gehörenden Einzelschließungen. Mehrere Gruppen können in Hauptgruppen zusammengefasst sein. Hauptgruppenschlüssel schließen alle Einzelschließungen der zugehörigen Gruppen. Der Generalhauptschlüssel, kurz oft Generalschlüssel, schließt alle Zylinder der Anlage. 
Bei großen Schließanlagen mit mehreren Hierarchieebenen werden gelegentlich die Schlüssel der 2. Hierarchieebene als Hauptschlüssel bezeichnet. Obergruppenschlüssel und Untergruppenschlüssel gehören zu den Ebenen darunter. Mit absteigender Hierarchie steigt für gewöhnlich die Anzahl der verschiedenen Schlüssel. Generalhauptschlüsselanlagen werden beispielsweise in großen Bürogebäuden oder in Universitäten eingesetzt.

## Kennzeichnung

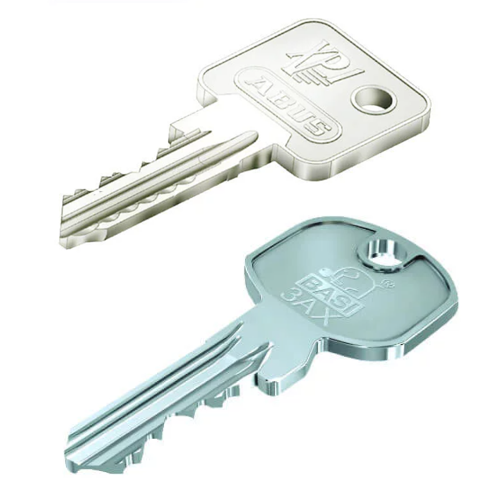
Beispiele für Schlüsselprofile aus Schließanlagen. Oben ein Modell von ABUS, unten ein Modell des Herstellers Basi.

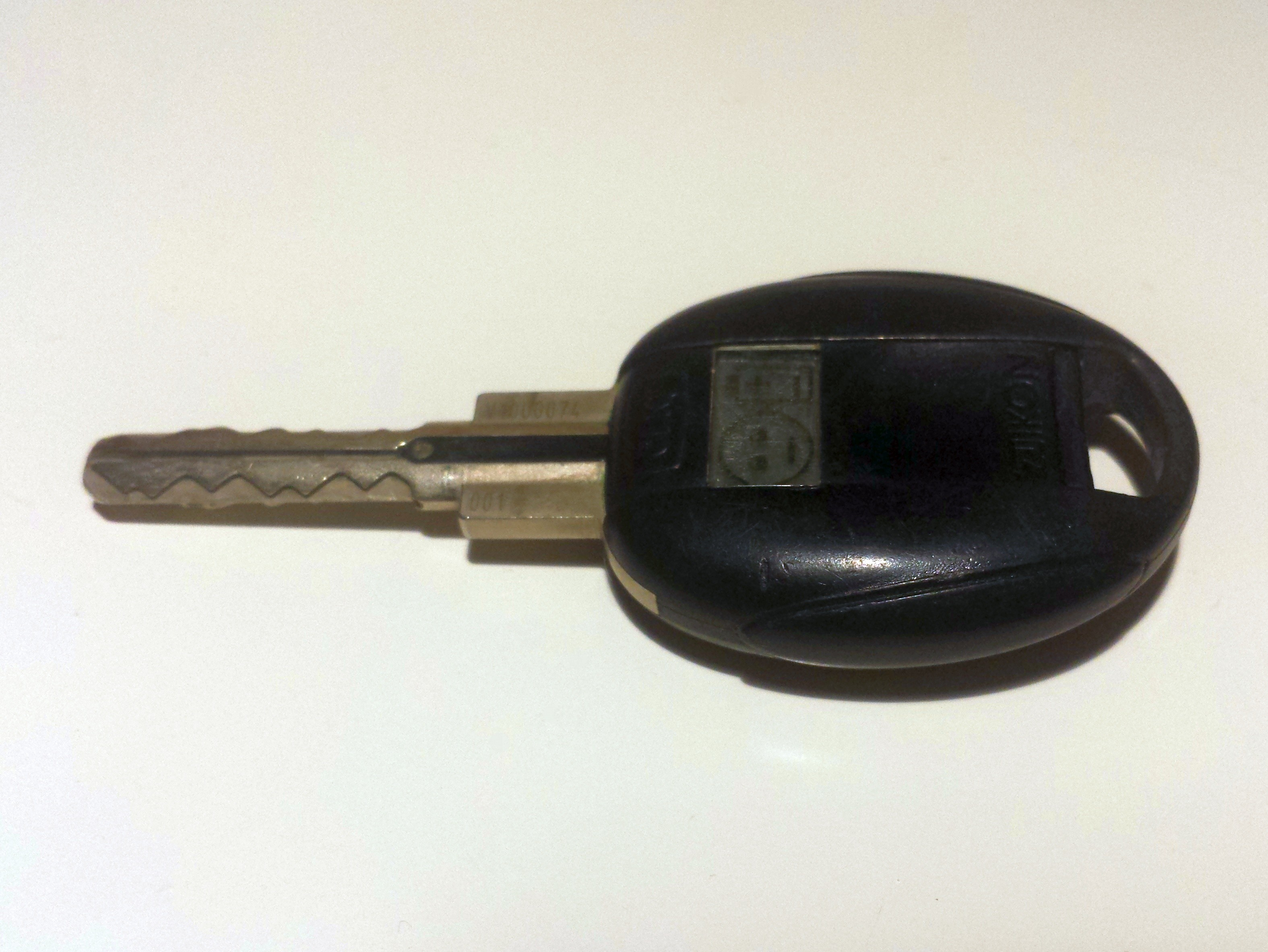
Wendeschlüssel mit im Griff integriertem Transponder

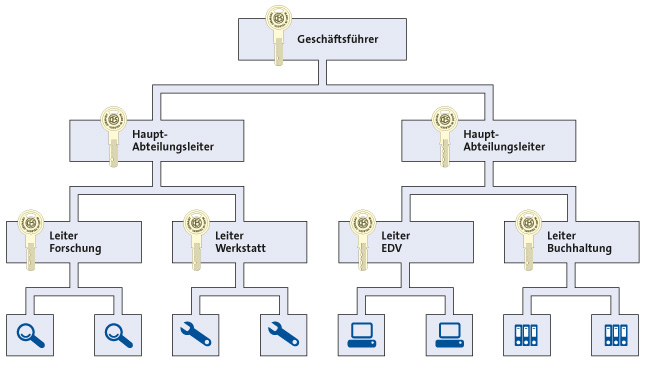
Anwendungsbeispiel einer GHS-Schließanlage

Für eine Schließanlage wird üblicherweise ein Schließplan erstellt, der die Zuordnung der Schlüssel zu den Schlössern und die Bauform der Schlösser festlegt. Jede Schließanlage hat eine registrierte Nummer, die in den Griff (Reide) der Schlüssel und auf den Zylindern der Anlage eingeprägt wird. Die Kennzeichnung kann aus Buchstaben, Ziffern oder Kombinationen von beidem bestehen. Es können Wohnungsnummer, Türnummern o. ä. integriert werden. Aus dem Schließplan wird mit der Nummerierung die Funktion des Schlüssels ersichtlich, d. h. welche Türen damit gesperrt werden können
In der Regel wird zu jeder Schließanlage eine Sicherungskarte als Eigentumsnachweis ausgestellt. Ohne diese Sicherungskarte lassen sich keine Nachschlüssel beschaffen.

## Bauarten und Eigenschaften
Innerhalb von Schließanlagen wird zwischen mechanischen und mechatronischen Schließzylindern unterschieden. Rein mechanische Schließanlagen werden heutzutage meistens mit Zylinderschlössern hergestellt. Bei mechanischen Schließzylindern werden wiederum konventionelle und Wendeschlüsselsysteme unterschieden. Bei konventioneller Schließtechnik mit sogenannten Zackenschlüsseln werden Hierarchiestufen durch Verwendung mehrteiliger Sperrstifte im Zylinder erreicht, die das Schloss entsprechend in mehr als einer Stellung freigeben. Bei Schlüsseln mit Bohrmulden werden entweder ebenfalls geteilte Stifte verwendet, oder die übergeordneten Schlüssel enthalten mehr oder weniger Bohrmulden, die teilweise in den untergeordneten Zylindern nicht abgefragt werden. Zur detaillierteren Beschreibung siehe Generalschlüssel.
Eine moderne Variante stellen Schließsysteme mit einem zusätzlichen in der Schlüsselreide (Schlüsselendstück, Schlüsselkopf) integrierten elektronischen Transpondersystem dar, das Daten mit dem elektronischen Zylinder austauscht, der dann wiederum die endgültige Freigabe über eine elektrisch betriebene Kupplung vollzieht.
Mit elektronisch unterstützten Systemen lässt sich auch der Zeitpunkt des Öffnens protokollieren und der Zutritt dauerhaft oder zu bestimmten Zeiten sperren.